# Ministère de l'Éducation (Rwanda)
Pour les articles homonymes, voir Ministère de l'Éducation.
Le ministère de l'Éducation (anglais : Ministry of Education, kinyarwanda : Minisiteri y'Uburezi) du Rwanda, précédemment le ministère de l'Éducation, de la science, de la technologie et de la recherche scientifique, a son siège à Kigali. L'actuel ministre est Silas Lwakabamba.